# Faro di Monte Poro
Il faro di Monte Poro è un faro marittimo del mar Tirreno che si trova sull'omonimo promontorio lungo la costa meridionale dell'isola d'Elba, territorio comunale di Campo nell'Elba, a sud-ovest dell'abitato di Marina di Campo.

## Storia
Il faro fu attivato nella seconda metà del Novecento per l'illuminazione del tratto costiero che chiude a sud-ovest la baia di Marina di Campo.

## Architettura
L'infrastruttura è costituita da una torre a sezione circolare in muratura bianca che poggia su un possente basamento in calcestruzzo. Sulla sommità della torre poggia il basamento circolare del tiburio della lanterna metallica, provvista di lente di Fresnel. Ad alimentazione elettrica e ad ottica fissa, la luce è prodotta da un lampeggiatore a led. Il faro è dotato di sistema di telemonitoraggio.
Poco a nord del faro si trova una palazzina che originariamente ospitava il personale.